# Coin Nord de Mitsamiouli
Il Coin Nord de Mitsamiouli è una società calcistica di Mitsamiouli nelle Comore.
Fondato nel 1960 il club milita nel Campionato comoriano di calcio.

## Rosa
| Nome              | Ruolo          | Nazione |
| ----------------- | -------------- | ------- |
| Mroivili Mahamoud | Portiere       | Comore  |
| Humlot David      | difensore      | Comore  |
| Msaidie Attoumani | difensore      | Comore  |
| Mmadi Aziz        | centrocampista | Comore  |
| Issa Nazarali     | attaccante     | Comore  |

## Palmarès
- Comoros Premier League: 7

1980, 1986, 1990, 2001, 2005, 2007, 2011
- Comoros Cup: 5

1983, 1987, 1988, 2003, 2011

## Partecipazioni alle competizioni CAF
- CAF Champions League: 1 partecipazione

2012 -